# Калмаккърълган
Калмаккърълган (Калмаккърган) (на казахски: Қалмаққырылған, „място където са бил избити калмиките“; на руски: Калмаккырылган) е временна река протичаща в западната част на Карагандинска област на Казахстан, губеща се южно от солончака Шубартениз, разположен в северната част на Туранската низина. Дължина 325 km (с дясната съставяща я река Белеути). Площ на водосборния басейн 10 100 km².
Река Калмаккърълган се образува от сливането на реките Белеути (лява съставяща) и Шолаксан (дясна съставяща), водещи началото си от околностите на град Карсакпай (в западната част на Казахската хълмиста земя), на 268 m н.в., на 6 km южно от село Шолак. В горното и средно течение има западно направление, а в долното – северозападно, като протича предимно в тясна долина. Завършва в пустинята в района на село Киик, на около 18 km южно от солончака Шубартениз, на акало 130 m н.в. Основни пиртоци: Белеути (ляв); Шолаксай, Жаде и Бозинген (десни). Среден годишен отток 1,05 m³/sec.